# Saigoku-Pilgerweg

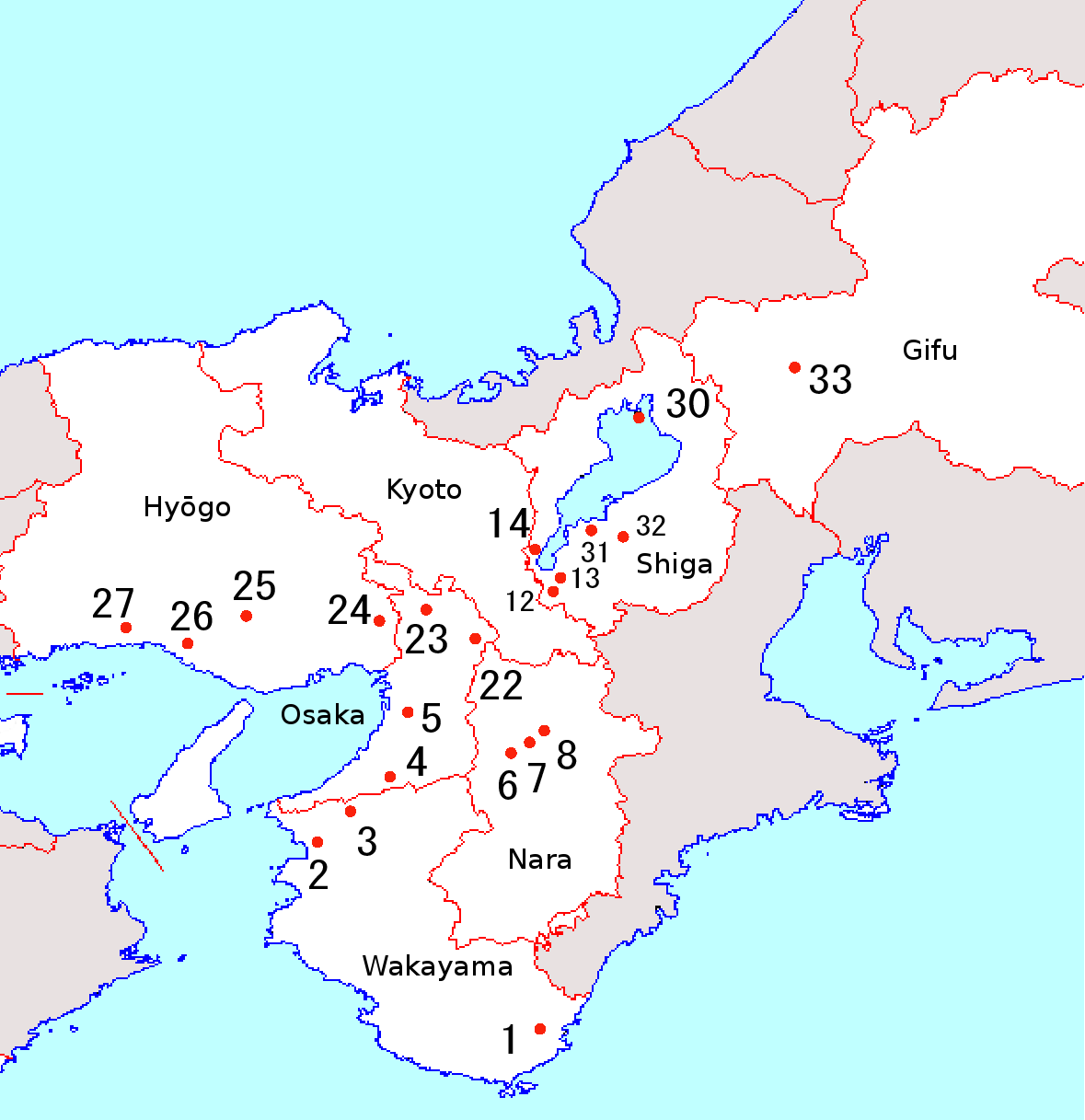
Die 33 Stationen des Pilgerwegs

Der Saigoku-Pilgerweg (japanisch 西国三十三所 saigoku sanjūsansho; deutsche Übertragung: „Pilgerweg entlang der 33 (Kannon geweihten heiligen) Orte in den westlichen Landen“) ist ein wichtiger buddhistischer Pilgerweg (Junrei) in der japanischen Region Kansai, den „westlichen Landen“. Er ist neben dem Shikoku-Pilgerweg der älteste und populärste Pilgerweg Japans und etwa 1300 km lang. Verbindendes Element der nummerierten Tempel sind Statuen der Kannon, einer weiblichen Inkarnation des Bodhisattvas Avalokiteshvara, die als Hauptbildnisse in den Tempeln verehrt werden.

## Geschichte
Der Überlieferung nach geht der Pilgerweg auf den Mönch Tokudo Shōnin zurück. Dies ist jedoch geschichtlich nicht haltbar, da viele Tempel erst nach dem Tod des Mönchs gegründet wurden. Auch die Verknüpfung mit Kaiser Kazan als Begründer des Pilgerwegs ist historisch nicht belegbar.
Der erste historische Nachweis einer Pilgerreise entlang der 33 Tempel stammt aus dem 12. Jahrhundert vom Mönch Kakuchu. Er findet sich in der Gedichtsammlung Senzai-wakashū (1187). Tempel wie der Hase-dera, der Ishiyama-dera und der Kiyomizu-dera waren jedoch schon zuvor beliebte Ziele von Pilgerreisenden.
Bis ins 16. Jahrhundert reisten vornehmlich Adlige, Nonnen und Mönche entlang des Saigoku-Pilgerwegs. Dies änderte sich mit der Edo-Zeit, als der Pilgerweg auch in der breiten Bevölkerung sehr populär wurde. Dieses gewachsene religiöse und touristische Interesse wurde wegen der allgemeinen Befriedung Japans und der verbesserten Verkehrsverbindungen möglich.

## Ablauf
Wichtigstes Anliegen der Pilgerreise ist das Gebet vor der Hauptstatue Kannons. Viele Pilger singen dabei auch das für einen jeden Tempel vorgesehene Tempellied (go-eika). Allerdings betet man meistens vor einer Stellvertreter-Figur, da die Mehrzahl der verehrten Tempel-Bildnisse sogenannte verborgene Buddhas (hibutsu) darstellen. Neben dem Gebet im Haupttempel ist die Bestätigung des Besuchs im Tempelbüro eine wesentliche Tätigkeit. Die Tempelstempel und Kalligrafien werden in einem Buch oder auf einer Bildrolle gesammelt.
Häufig werden auch Sehenswürdigkeiten in der näheren Umgebung des Tempels besucht. Während früher der Pilgerweg zumeist zu Fuß bewältigt wurde, sind Wanderer heute in der Minderzahl. So zeigt eine moderne, allerdings nicht repräsentative Erhebung, dass 51 % aller Pilger mit dem eigenen Pkw unterwegs sind, während 40 % mit dem Bus oder der Bahn reisen. Nur eine kleine Minderheit wandert oder fährt mit dem Rad.

## Die 33 Tempel
| Nr. | Tempel                             | Ort, Präfektur           | Hauptbildnis (honzon)                                                          | Bild                            |
| --- | ---------------------------------- | ------------------------ | ------------------------------------------------------------------------------ | ------------------------------- |
| 1   | Seiganto-ji (青岸渡寺)             | Nachi-Katsuura, Wakayama | Kannon mit wunscherfüllendem Juwel                                             | Seiganto-ji                     |
| 2   | Kimii-dera (紀三井寺)              | Wakayama, Wakayama       | elfköpfige Kannon                                                              | Ki-mii-dera                     |
| 3   | Kokawa-dera (粉河寺)               | Kinokawa, Wakayama       | „tausendarmige“ Kannon                                                         | Kokawa-dera                     |
| 4   | Sefuku-ji (施福寺)                 | Izumi, Osaka             | „tausendarmige“ Kannon                                                         | Sefuku-ji                       |
| 5   | Fujii-dera (葛井寺)                | Fujiidera, Osaka         | elfköpfige, „tausendarmige“ Kannon                                             | Fujii-dera                      |
| 6   | Tsubosaka-dera (壺阪寺)            | Takaichi, Nara           | „tausendarmige“ Kannon                                                         | Minamihokke-ji (Tsubosaka-dera) |
| 7   | Oka-dera (岡寺)                    | Asuka, Nara              | Kannon mit wunscherfüllendem Juwel                                             | Oka-dera                        |
| 8   | Hase-dera (長谷寺)                 | Sakurai, Nara            | elfköpfige Kannon                                                              | Hase-dera                       |
| 9   | Kōfuku-ji (興福寺)                 | Nara, Nara               | seilschwingender Kannon                                                        | Nan'endō                        |
| 10  | Mimuroto-ji (三室戸寺)             | Uji, Kyōto               | „tausendarmige“ Kannon                                                         | Mimuroto-ji                     |
| 11  | Kami-Daigo-ji (上醍醐寺)           | Kyōto, Kyōto             | Mutter-Kannon                                                                  | Kami Daigo-ji                   |
| 12  | Iwama-dera (岩間寺)                | Ōtsu, Shiga              | „tausendarmige“ Kannon                                                         | Shōhō-ji (Iwama-dera)           |
| 13  | Ishiyama-dera (石山寺)             | Ōtsu, Shiga              | Kannon mit wunscherfüllendem Juwel                                             | Ishiyama-dera                   |
| 14  | Mii-dera (三井寺)                  | Ōtsu, Shiga              | Kannon mit wunscherfüllendem Juwel                                             | Mii-dera                        |
| 15  | Imakumano Kannon-ji (今熊野観音寺) | Kyōto, Kyōto             | elfköpfige Kannon                                                              | Imakumano Kannon-ji             |
| 16  | Kiyomizu-dera (清水寺)             | Kyōto, Kyōto             | „tausendarmige“ Kannon                                                         | Kiyomizu-dera                   |
| 17  | Rokuharamitsu-ji (六波羅蜜寺)      | Kyōto, Kyōto             | elfköpfige Kannon                                                              | Rokuharamitsu-ji                |
| 18  | Rokkaku-dō (六角堂)                | Kyōto, Kyōto             | Kannon mit wunscherfüllendem Juwel                                             | Chōhō-ji (Rokkaku-dō)           |
| 19  | Gyōgan-ji (行願寺)                 | Kyōto, Kyōto             | „tausendarmige“ Kannon                                                         | Gyōgan-ji (Kōdō)                |
| 20  | Yoshimine-dera (善峯寺)            | Kyōto, Kyōto             | „tausendarmige“ Kannon                                                         | Yoshimine-dera                  |
| 21  | Anao-ji (穴太寺)                   | Kameoka, Kyōto           | heiliger Kannon                                                                | Anao-ji                         |
| 22  | Sōji-ji (總持寺)                   | Ibaraki, Osaka           | „tausendarmige“ Kannon                                                         | Sōji-ji (Osaka)                 |
| 23  | Katsuō-ji (勝尾寺)                 | Minoo, Osaka             | elfköpfige, „tausendarmige“ Kannon                                             | Katsuō-ji                       |
| 24  | Nakayama-dera (中山寺)             | Takarazuka, Hyōgo        | elfköpfige Kannon                                                              | Nakayama-dera                   |
| 25  | Kiyomizu-dera (清水寺)             | Katō, Hyōgo              | elfköpfige, „tausendarmige“ Kannon                                             | Bansyu Kiyomizudera             |
| 26  | Ichijō-ji (一乗寺)                 | Kasai, Hyōgo             | heiliger Kannon                                                                | Ichijō-ji                       |
| 27  | Engyō-ji (圓教寺)                  | Himeji, Hyōgo            | Kannon mit wunscherfüllendem Juwel                                             | Engyō-ji                        |
| 28  | Nariai-ji (成相寺)                 | Miyazu, Kyōto            | heiliger Kannon                                                                | Nariai-ji                       |
| 29  | Matsunoo-dera (松尾寺)             | Maizuru, Kyōto           | pferdeköpfiger Kannon                                                          | Matsunoo-dera                   |
| 30  | Hōgon-ji (宝厳寺)                  | Chikubushima, Shiga      | „tausendarmige“ Kannon                                                         | Hōgon-ji                        |
| 31  | Chōmei-ji (長命寺)                 | Ōmihachiman, Shiga       | Drei Hauptbildnisse: „tausendarmige“ Kannon, elfköpfige Kannon, heilige Kannon | Chōmei-ji                       |
| 32  | Kannonshō-ji (観音正寺)            | Azuchi, Shiga            | „tausendarmige“ Kannon                                                         | Kannonshō-ji                    |
| 33  | Kegon-ji (華厳寺)                  | Ibigawa, Gifu            | elfköpfige Kannon                                                              | Kegon-ji                        |

Daneben gibt es drei weitere Tempel, die nicht als offizielle Stationen gelten, aber von vielen Pilgern mit besucht werden. Zusammen mit den 33 Tempeln des Bandō-Pilgerwegs in der Kantō-Region und den 34 Tempeln des Chichibu Sanjūyon bildet der
Saigoku-Pilgerweg eine 100 Stationen umfassende Strecke von Kannon gewidmeten Tempeln in Japan.